# I Cavalieri dello zodiaco - Episode G
I Cavalieri dello zodiaco - Episode G (聖闘士星矢 エピソードジー/EPISODE G?, Saint Seiya Episode G) è un manga sui Cavalieri di Atena, prologo ambientato nel 1979, sei anni dopo la morte di Aiolos del Sagittario e circa sette anni prima dell'inizio del manga classico, quando Saga dei Gemelli si è già sostituito al precedente Grande Sacerdote. La storia vede come protagonisti i Cavalieri d'Oro apparsi nell'opera originale (la G del titolo sta per Gold, con Aiolia del Leone come il personaggio principale).
Nella copertina originale, da prassi nipponica, come autore viene indicato il nome di Masami Kurumada (creatore del manga originale) insieme a quello di Megumu Okada a cui sono stati affidati storia e disegni. Nell'edizione italiana la storia viene erroneamente attribuita a Kurumada, in realtà egli agisce però come supervisore di Episode G, in quanto autore dell'opera originale.
Dall'aprile 2009 il manga ha subito varie interruzioni: la prima è durata fino al 2011, ed è dovuta a contrasti fra l'autore e la casa editrice e ha visto la pubblicazione del numero speciale 17.5. Dopo una seconda il manga è stato nuovamente ripreso nel marzo 2013, per poi chiudersi con il volume 20 (pubblicato ad agosto dello stesso anno). A dicembre 2013 viene in seguito annunciato un sequel pubblicato su Champion Red Ichigo da aprile 2014 ad agosto 2019 dal titolo I Cavalieri dello zodiaco - Episode G: Assassin (聖闘士星矢エピソードG、アサシン?, Seito Seiya Episode G Asashin), pubblicato poi sotto forma di web magazine a seguito della chiusura della rivista cartacea.

## Trama
Alcune divinità dell'antica Grecia si risvegliano nel mondo moderno e cercano di conquistare il mondo. A difesa dell'umanità si erge la sola dea Atena, supportata da un esercito di guerrieri (i Cavalieri dello Zodiaco) che indossano armature ispirate alle costellazioni.
La storia de I Cavalieri dello Zodiaco - Episode G è ambientata sei anni prima del manga originale, nel 1979, e narra la lotta dei Cavalieri d'Oro (in particolare del giovane Aiolia del Leone) contro il dio Crono e i Titani, risorti grazie all'aiuto del dio Ponto.
All'inizio della serie alcuni dei Titani liberati da Ponto attaccarono individualmente il Santuario della dea Atena. La ragione di questa azione è che per liberare il Dio Crono, re e fratello degli altri undici Titani, era necessario liberare anzitutto la sua arma, sigillata e custodita proprio sotto il Santuario. Ponto e i Titani vennero aiutati dai Giganti e da mostri mitologici e preistorici, mentre la difesa del Santuario fu presa principalmente dai Cavalieri d'Oro, tra cui si distinse Aiolia del Leone, disprezzato dai suoi compagni d'arme perché fratello di un traditore.
I sigilli sull'arma di Crono potevano essere spezzati solo dal potere del fulmine, posseduto da Aiolia. I Titani riuscirono a fare sì che questo avvenisse accidentalmente, ma Crono perse la memoria. Allora Aiolia e gli altri Cavalieri d'Oro furono attirati con l'inganno nel Tartaro, il mondo dei Titani, poiché questi ultimi erano certi che il potere del fulmine avrebbe potuto rendere la memoria al loro sovrano. Arrivati nel Tartaro i Cavalieri d'Oro si scontrarono brevemente con Ponto, antico dio del mare, per poi riprendere le battaglie contro i Titani, che combattevano forti del potere dei pianeti a loro fedeli.
Nel frattempo si scoprirono le vere intenzioni di Ponto e del suo alleato Prometeo: usare i Cavalieri d'Oro per fare sì che la Madre Terra Gaia possa assorbire il Cosmo rilasciato dai Titani morenti, suoi stessi figli, e usare tale energia per liberarsi dalla sua prigionia.

## Pubblicazione
Il manga fu annunciato per la prima volta sul numero di Shonen Red del gennaio 2003 (pubblicato a novembre 2002), comprendente poster e un'intervista a Masami Kurumada. Il primo capitolo apparve sul numero successivo del mese di febbraio (uscito a dicembre 2002), mentre il primo tankobon uscì a giugno del 2003.

A seguito dell'arresto della pubblicazione per non meglio specificati problemi fra autore ed editore nel 2009, all'inizio del 2011 (dopo la notizia della ripresa del manga) uscì il cosiddetto Volume 17.5: un breve fascicolo pubblicato in allegato a Champion Red per celebrare la ripresa del manga nel 2011 dopo una pausa di più di due anni. Raggruppa solo gli ultimi capitoli usciti nel 2009 (che fino ad allora non avevano goduto di una pubblicazione in tankobon), ma non possiede contenuti speciali.
Oltre che Italia e in Giappone il manga I Cavalieri dello zodiaco - Episode G è attualmente pubblicato anche in Francia (sempre dalla Panini Comics), Spagna (dalla Glénat), Argentina (Editoral Ivrea), Brasile (dalla Conrad Editora) e Singapore (Chang Yi).

### Numero 0
Il volume 0 di Episode G è un volume speciale pubblicato in Giappone nel 2008 (in contemporanea con il quattordicesimo tankobon) per festeggiare i cinque anni di serializzazione. Il volume contiene la storia prequel a fumetti La storia di Aiolos ((聖闘士星矢 エピソードジー/EPISODE G アイオロス編?, Saint Seiya: Episode G Aiolos-hen) composto da cinque capitoli (anch'essi pubblicati in precedenza sulla rivista Champion Red) narranti un'avventura di Aiolos in Egitto insieme a un Aiolia bambino e all'archeologa Miko Hasegawa, (la quale riapparirà poi nella storia principale), mentre al fondo si trova l'Enciclopedia Galattica (Galaxian Encyclopedia), ovvero l'enciclopedia ufficiale dei primi 17 volumi del manga.
In Italia il volume è uscito il 24 maggio del 2012, in un'edizione fedele a quella originale con sovracoperta.

### Episode G: Assassin
I Cavalieri dello zodiaco - Episode G: Assassin è la seconda serie di Episode G pubblicata da aprile 2014 ad agosto 2019 sulla rivista bimestrale Champion Red Ichigo e annunciata da Okada a dicembre 2013 su Twitter. L'uscita del manga è stato preceduto dalla pubblicazione di un capitolo speciale uscito per festeggiare i quaranta anni di carriera di Masami Kurumada. A seguito della chiusura della rivista Champion Red Ichigo (dov'era pubblicata a cadenza bimestrale) il fumetto viene pubblicato a partire da ottobre 2014 come web-megazine con cadenza irregolare.

### Episode G - Requiem
Saint Seiya - Episode G - Requiem è la terza serie di Episode G, pubblicata come web-magazine con cadenza mensile a partire da gennaio 2020. Come nel caso di Episode G: Assassin, anche questa serie è stata preceduta dalla pubblicazione di un capitolo speciale uscito in occasione dell'inizio dell'anno cinese del topo.

## Traduzione dei termini greci
Nell'edizione italiana di I Cavalieri dello zodiaco - Episode G le tecniche dei vari guerrieri sono state lasciate nella versione originale. Qui di seguito si trovano le traduzioni letterali delle tecniche con nomi inglesi e greci.
Nel fumetto erano presenti vari errori di traslitterazione dal giapponese al greco, che invece qui sono stati corretti. Si ricordi che la lettera Y greca può essere letta in due modi: I oppure Ü. Nell'elenco sottostante, per meglio distinguere le parole greche da quelle inglesi, le prime sono state scritte inclinate, mentre le seconde sono state scritte con l'iniziale maiuscola.

### Stirpe dei Titani
Iperione
- Ebony Vortex = vortice d'ebano
- Gurthang Vortex = vortice della spada Gurthang

Giapeto
- (hekatòg-kheir = Ecatonchiro, lett. "Dalle Cento Mani")
- khòra tèmnein = tagliare lo spazio
- hecatògkheir calèin = chiamare l'ecatonchiro
- hecatògkheir mènis = collera dell'ecatonchiro
- hecatòn molýbdaina = cento pesi di piombo
- khàos kýclos = cerchio del caos
- khàos Blade = lama del caos
- khàos prosbolè = impeto del caos
- eskàte dýnamis = forza estrema

Ceo
- (Rapier = stocco, spadino)
- Ebony Illumination = illuminazione d'ebano
- Sparkle Rapier = stoccata scintillante
- Ebony Gale = ventata d'ebano

Crio
- (astèr Blade = lama stellare)
- astèr khorèia = danza circolare delle stelle
- astèr kýclos = cerchio di stelle
- astèr Shield = scudo stellare

Crono
- (mègas drèpanon = grande falce)
- theòs sèma = segnale del dio
- tèleos Oracle = oracolo perfetto
- khàos hyetòs = pioggia del caos
- àrkhein fainòmenon = comandare i fenomeni

Temi
- brabèys Blade = lama dell'arbitro
- tàlanton brabèys = bilancia dell'arbitro

Rea
- ghè pýthon = serpente di terra

Oceano
- thàlassa Deluge = diluvio del mare
- Stream Edge = affilare i flussi
- Current Impact = impatto delle correnti
- aughè hýdor = acqua della luce

### Alleati dei Titani
Ponto
- dýnamis = forza
- eskàte dýnamis = forza estrema
- mèlas kýma = flutto nero (mèlas/mèlan = nero)
- melàina hèlix = spirale nera (melàina = nera)

Planetes
- (mèlan planètes = pianeta nero)
- hèx astèr xìfos = sei spade stellari

### Cavalieri di Atena
Grande Sacerdote
- khrysòs synàghein = riunire l'oro

Noesis del Triangolo
- trìtos sfràghisma = terzo sigillo

## Altri media
Nell'aprile 2008 è stato messo in commercio un CD Drama di Episode G in allegato alla rivista Champion Red.

## Accoglienza
Il manga di Episode G ha avuto un buon successo in Francia, dove i volumi 7, 8 e 9 hanno venduto ognuno trentunomila copie nel 2006. Similmente in Italia i volumi del manga sono spesso figurati più volte nella Top Ten delle vendite della Planet Manga tra il 2005 e il 2010. Le varie differenze (come lo stile grafico dell'autore) come anche le somiglianze con l'opera madre hanno tuttavia diviso fan e  lettori.
Il critico francese di Actua BD Thomas Brelon ha messo però in risalto la mancanza di originalità della storia. Di fatto il manga è ricco di riferimenti a Saint Seiya - I Cavalieri dello zodiaco, la storia basata su schemi conosciuti e i personaggi sono molto simili ai protagonisti della serie originale. Nella recensione su Manga News l'autore fa notare come le battaglie tra Cavalieri e Titani diventino ripetitive.
Viceversa, per il critico brasiliano Pedro Hunter, Episode G si distingue dal solito shonen manga non solo per le battaglie infinite e le storyline ancora da sviluppare. Egli apprezza il modo in cui Okada fa interagire i suoi personaggi con il mondo reale, come l'introduzione dell'incidente di Three Mile Island nella trama. Una terza recensione difende Episode G sostenendo che l'opera potrebbe soffrire della troppa fedeltà nei confronti del manga originale, ma che le idee e i concetti de I Cavalieri dello zodiaco sono ben rappresentati.